# Mørke Kommune
Mørke Kommune var en dansk sognekommune i Randers Amt fra 1852 til 1970. Kommunen blev oprettet 1. januar 1852 ved deling af Mørke-Hvilsager Kommune og bestod af Mørke Sogn.
Ved kommunalreformen i 1970 blev hovedparten af Mørke Kommune indlemmet i Rosenholm Kommune. Ugelbølle og Balskov Gårde i kommunen blev indlemmet i Rønde Kommune. Både Rosenholm Kommune og Rønde Kommune kom ved strukturreformen i 2007 til Syddjurs Kommune.